# Hodiny na České

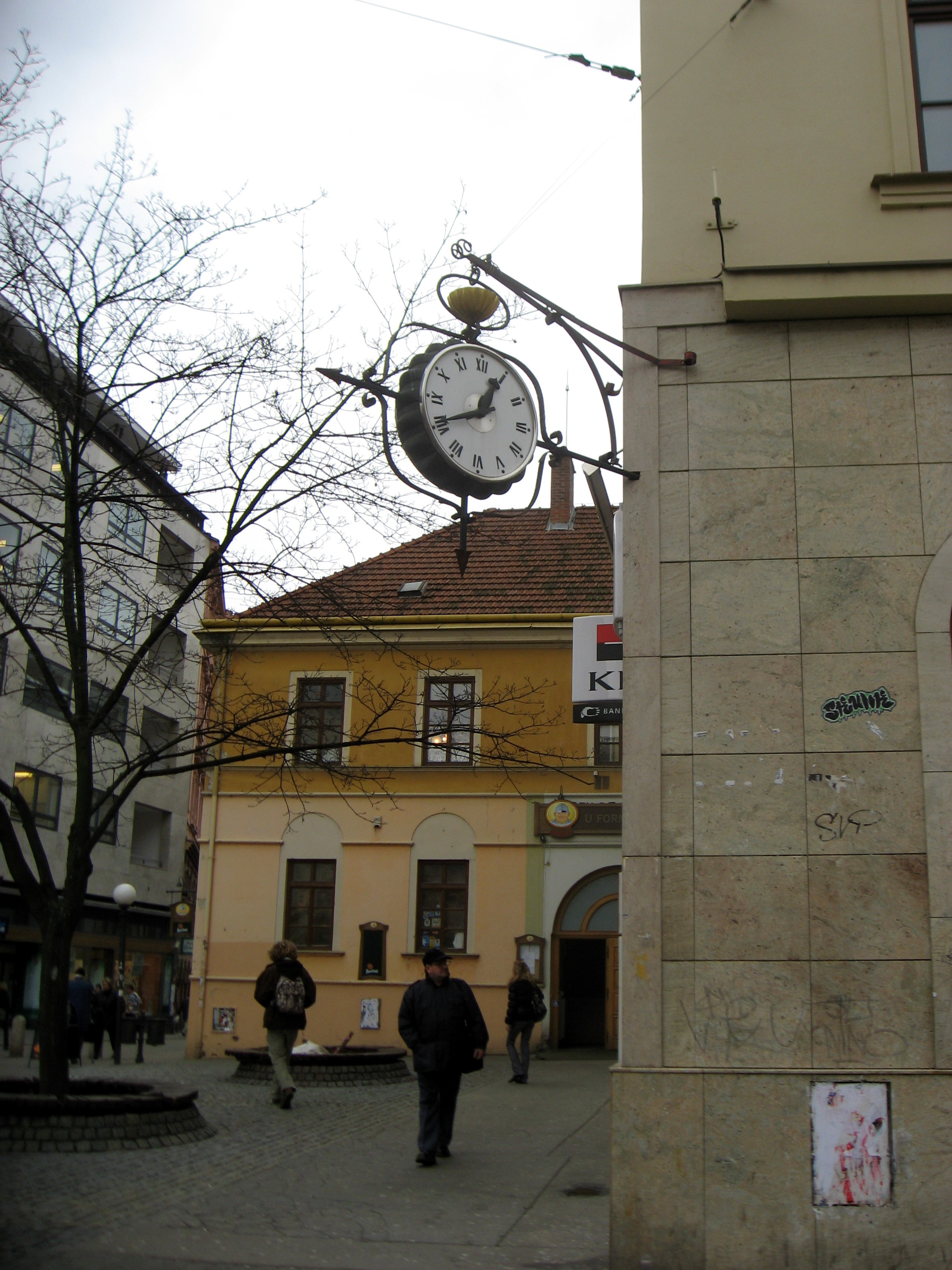
Hodiny na České v roce 2008

Hodiny na České ulici v Brně jsou vývěsní ciferníkové hodiny na nárožním domě čp. 141 v Joštově ulici, tedy na rohu České (čo. 31) a Joštovy ulice (čo. 7) v historickém středu města. Byly na místo instalovány v roce 1992 na objednávku majitele řeznictví v přízemí domu, pro nějž sloužily i jako reklamní poutač. Vyrobila je tehdy vyškovská firma. Po přestěhování masny přenechal majitel hodiny vlastníkovi celého domu – brněnské diecézi Církve československé husitské. 
V dubnu 2019 byly hodiny dočasně sňaty kvůli celkové opravě, v rámci zamýšlené rekonstrukce fasády domu. Zpět byly umístěny 5. června 2019, očištěné o některé dřívější zdobné prvky a naopak doplněné o dvaceticentimetrovou bronzovou sošku tzv. Adama Čekače, kterou vytvořil sochař Václav Sigurson Kostohryz.
Prostor pod hodinami a kolem nich, tj. nároží ulic Česká a Joštova, též přezdívané „na Čáře“, je pro obyvatele Brna tradičním místem srazů a setkání. Byl jím už na přelomu 19. a 20. století, kdy nedaleko fungovala kavárna U Polenků, později zavřená a znovu otevřená v 70. letech už jako pivnice U Formana. V rohovém domě od poloviny 30. do 80. let 20. století působil fotoateliér, který užíval neonový poutač ve tvaru medvěda – podle něj se místu říkalo také „u medvídka“.